# Wyczyniec polny
Wyczyniec polny (Alopecurus myosuroides Huds.) – gatunek wieloletniej rośliny, należącej do rodziny wiechlinowatych. Jako gatunek rodzimy rośnie w zachodniej i południowej Europie, północnej Afryce i południowo-zachodniej Azji. Ponadto zawleczony na pozostałą część Europy, do Ameryki i Australii. W Polsce rozproszony, lokalnie rzadki, brak go w górach i na północnym wschodzie.

## Morfologia

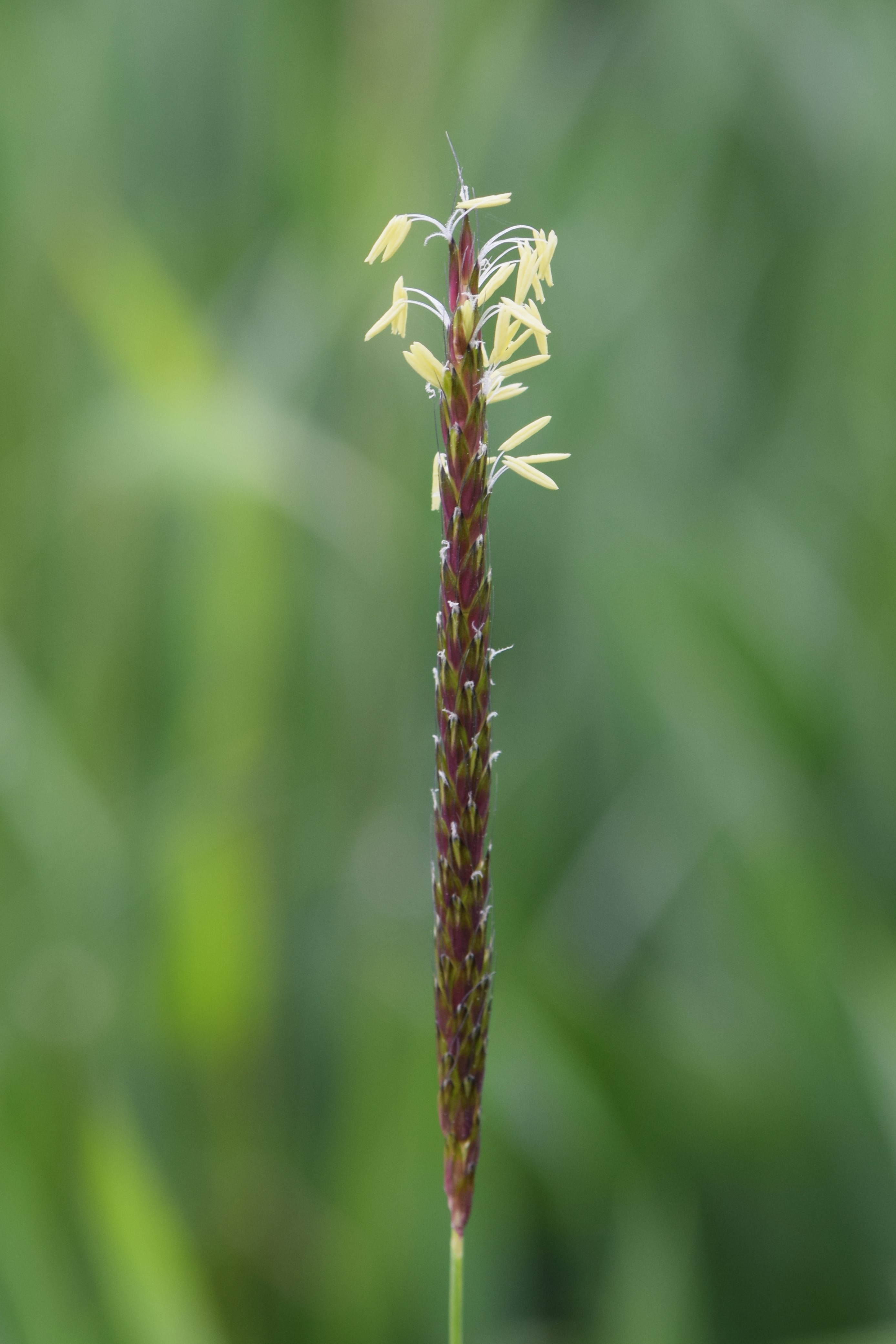
Kwiatostan

ŁodygaSzorstkie źdźbło do 50 cm wysokości.
KwiatyZebrane w kłoski, te z kolei zebrane w wałkowatą, zwężoną na końcach wiechę szerokości około 5 mm. Plewy zrośnięte ze sobą powyżej połowy, krótko orzęsione na brzegu i na grzbiecie. Plewka dolna z ością u nasady.

## Biologia i ekologia
Roślina dwuletnia, chwast. Rośnie na polach, ugorach i rowach. Kwitnie od maja do lipca. Liczba chromosomów 2n = 14. Gatunek charakterystyczny zbiorowisk chwastów upraw okopowych z rzędu Polygono-Chenopodietalia.

## Zmienność
Gatunek zróżnicowany na dwie odmiany:
- Alopecurus myosuroides var. myosuroides – występuje w całym zasięgu gatunku
- Alopecurus myosuroides var. tonsus (Blanche ex Boiss.) R.R.Mill – rośnie od Grecji na zachodzie po Pakistan na wschodzie